# Sund (Färöer)

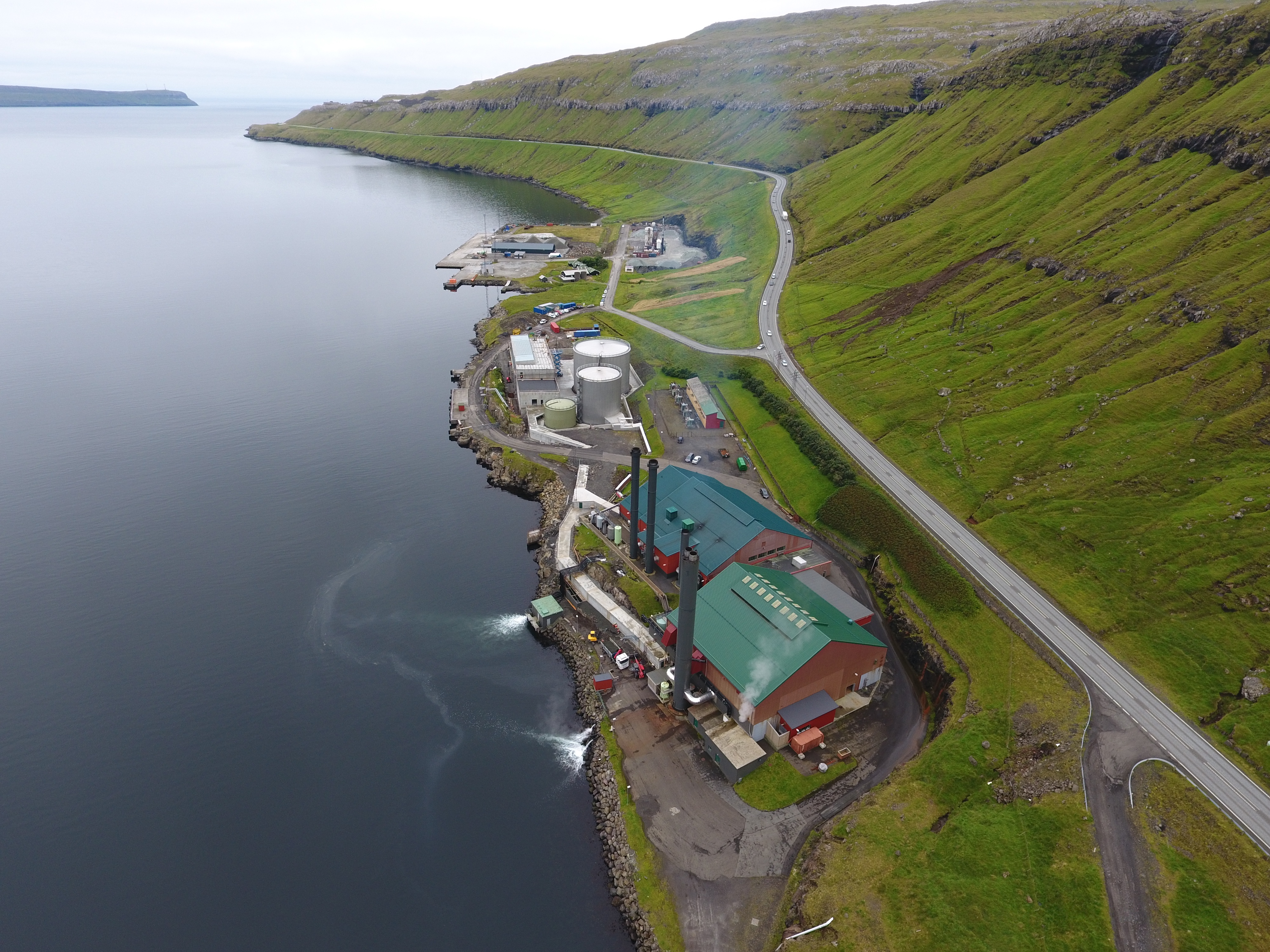
Dieselelektrisches Kraftwerk und Hafen.

Sund ist ein kleiner Ort der Färöer an der südlichen Ostküste der Hauptinsel Streymoy.
- Einwohner: 3 (1. Januar 2007)
- Postleitzahl: FO-186
- Kommune: Tórshavnar kommuna

Sund hat seinen Namen von dem Sund, der Streymoy und Eysturoy voneinander trennt, und an dessen südlichem Ende es sich befindet. Gleichzeitig bildet der Ort den Eingang des Fjords Kaldbaksfjørður, der von hier westlich in die Küste Streymoys schneidet.
Ursprünglich bestand Sund aus einem Bauernhof. Dann wurde ein Elektrizitätswerk zusammen mit einem kleinen Seehafen eingerichtet, der denjenigen der Hauptstadt im Süden entlasten sollte. Diese Idee wurde aber fallen gelassen, und so dient der Hafen der Bewirtschaftung der nahen Aquakulturen.
Koordinaten: 62° 3′ N, 6° 51′ W